# Czarny Bród I
Czarny Bród I – dawny zaścianek. Tereny, na których był położony, leżą obecnie na Litwie, w okręgu uciańskim, w rejonie wisagińskim.

## Historia
W czasach zaborów w granicach Imperium Rosyjskiego.
W dwudziestoleciu międzywojennym osada kolejowa a następnie zaścianek leżał w Polsce, w województwie nowogródzkim (od 1926 w województwie wileńskim), w powiecie brasławskim, w gminie Smołwy.
Według Powszechnego Spisu Ludności z 1921 roku zamieszkiwały tu 44 osoby, 29 były wyznania rzymskokatolickiego, 2 prawosławnego, a 13 staroobrzędowego. Jednocześnie 37 mieszkańców  zadeklarowało polską przynależność narodową, a 7 rosyjską. Były tu 2 budynki mieszkalne. W 1931 w 3 domach zamieszkiwało 35 osób.
Wierni należeli do parafii rzymskokatolickiej w Smołwach i prawosławnej w Dryświatach. Miejscowość podlegała pod Sąd Grodzki w m. Turmont i Okręgowy w Wilnie; właściwy urząd pocztowy mieścił się w m. Turmont.